# Kehri Jones
Kehri Jones (Fort Hood, 30 novembre 1993) è una bobbista statunitense, campionessa mondiale nel bob a due a Schönau am Königssee 2017.

## Biografia
Durante il quadriennio 2011-2015, da studentessa presso la Baylor University, Texas, la Jones si dedicò all'atletica leggera. 
Compete nel bob dal 2015 come frenatrice per la squadra nazionale statunitense, dopo aver ricevuto una mail di invito da parte di Elana Meyers-Taylor. Esordì in Coppa del Mondo all'avvio della stagione 2015/16, il 5 dicembre 2015 a Winterberg, occasione in cui conquistò anche il suo primo podio giungendo seconda nel bob a due con la Meyers-Taylor. Vinse la sua prima gara, sempre in coppia con la Meyers-Taylor, il 27 febbraio 2016 a Schönau am Königssee.
Prese parte a due edizioni dei campionati mondiali, vincendo la medaglia d'oro nel bob a due a Schönau am Königssee 2017 in coppia con Elana Meyers-Taylor.

## Palmarès

### Mondiali
- 1 medaglia:
  - 1 oro (bob a due a Schönau am Königssee 2017).

### Coppa del Mondo
- 6 podi (tutti nel bob a due):
  - 3 vittorie;
  - 2 secondi posti
  - 1 terzo posto.

#### Coppa del Mondo - vittorie
| Data             | Luogo                | Paese    | Disciplina                             |
| ---------------- | -------------------- | -------- | -------------------------------------- |
| 27 febbraio 2016 | Schönau am Königssee | Germania | a due con Elana Meyers-Taylor (pilota) |
| 13 gennaio 2016  | Winterberg           | Germania | a due con Elana Meyers-Taylor (pilota) |
| 27 gennaio 2016  | Schönau am Königssee | Germania | a due con Elana Meyers-Taylor (pilota) |

### Circuiti minori

#### Coppa Europa
- 1 podio (nel bob a due):
  - 1 vittoria.

#### Coppa Nordamericana
- 1 podio (nel bob a due):
  - 1 terzo posto.